# Lian Ziwen
Lian Ziwen (en chino: 廉子文; Harbin, 26 de septiembre de 1998) es un deportista chino que compite en patinaje de velocidad sobre hielo.
Ganó una medalla de oro en el Campeonato Mundial de Patinaje de Velocidad sobre Hielo en Distancia Individual de 2025, en la prueba de velocidad por equipos. Participó en los Juegos Olímpicos de Pekín 2022, ocupando el octavo lugar en la prueba de persecución por equipo.

## Palmarés internacional
| Campeonato Mundial en Distancia Individual | Campeonato Mundial en Distancia Individual | Campeonato Mundial en Distancia Individual | Campeonato Mundial en Distancia Individual |
| Año                                        | Lugar                                      | Medalla                                    | Prueba                                     |
| ------------------------------------------ | ------------------------------------------ | ------------------------------------------ | ------------------------------------------ |
| 2025                                       | Hamar (Noruega)                            | Medalla de oro                             | Velocidad por equipos                      |